# Elezioni presidenziali in Islanda del 2020
Le elezioni presidenziali in Islanda del 2020 si sono tenute il 27 giugno, tuttavia il voto per posta fu aperto già a partire dal 25 maggio.
Il presidente uscente, Guðni Thorlacius Jóhannesson è stato riconfermato a grande maggioranza, mentre il suo oppositore, Guðmundur Franklín Jónsson, ha ricevuto solo il 7,82% dei voti.

## Sistema elettorale
Il Presidente dell'Islanda è eletto con il sistema maggioritario, in quanto una semplice pluralità di voti è necessaria per vincere.

## Risultati
| Guðni Thorlacius Jóhannesson | Indipendente    | 150 913 | 92,18 |  |  |  |  |  |
| Guðmundur Franklín Jónsson   | Indipendente    | 12 797  | 7,82  |  |  |  |  |  |
| Totale                       | Totale          | 163 710 | 100   |  |  |  |  |  |
|                              |                 |         |       |  |  |  |  |  |
| Voti non validi              | Voti non validi | 5 111   | 3,03  |  |  |  |  |  |
| Votanti                      | Votanti         | 168 821 | 66,92 |  |  |  |  |  |
| Elettori                     | Elettori        | 252 267 |       |  |  |  |  |  |

| Guðni Thorlacius Jóhannesson |  | 92,18% |
| Guðmundur Franklín Jónsson   |  | 7,82%  |